# 上迫忠夫
上迫 忠夫（うえさこ ただお、1921年（大正10年）10月14日 - 1986年（昭和61年）10月20日）は、日本の体操競技選手・指導者。

## 経歴
島根県浜田市浅井町出身。1935年、旧制浜田中学（現・島根県立浜田高等学校）に入学し、体操競技と出会う。昼休みに上級生（体操部の上級生には竹本正男もいた）が鉄棒で行っていた大車輪や宙返りに度肝を抜かされ、自分が進むべきスポーツだと直感して体操部に入部したという。体操に打ち込んだ上迫は、中学生の全国大会で優勝する戦績を残している。
1940年に中学を卒業し、日本体育専門学校（現・日本体育大学）に進学。1942年には東亜競技大会で個人2位の成績を残した。1942年7月、日本体育専門学校を繰り上げ卒業。同校副手となったが、9月には軍に召集され、歩兵第21連隊（浜田）所属となってスラウェシ島（当時はセレベス島と呼ばれた）に派遣された。
第二次世界大戦後、1946年に帰国。島根県で体育教師を務めた。1950年に日米競技大会の補欠選手に選ばれたが、この際に竹本正男からオリンピックを目指すならば東京に出なければいけないと言われ、上京を決意。1950年に本郷高等学校教諭となり、1952年に私立開成学園の教諭となった。開成学園では体操部を新設した。
開成学園に務めて間もなく、1952年ヘルシンキオリンピックの最終予選を突破し、体操代表選手5人の1人となる。30歳で1952年ヘルシンキオリンピックに出場。男子徒手（床運動）で銀メダル、同跳馬で銅メダルを獲得。また団体総合5位入賞に貢献した。
競技引退後も、開成中学校・高等学校で体育を教えながら体操界に貢献した。1960年ローマオリンピックではコーチを務め、1964年東京オリンピックに際しては体操競技の強化委員を務める。『デイリースポーツ三十年史』によれば、東京オリンピック前年のプレオリンピックに向けた強化合宿で、インタビューに答えて「ウルトラC」という言葉を発したとされ、これをデイリースポーツが報じたのがこの言葉の初出という（流行語となった「ウルトラC」の「発祥」には諸説があり、金子明友（国際体操連盟技術委員）や佐々野利彦（日本体操チーム総監督）に求める説もある）。その後、日本体操協会で女子競技本部長、普及委員長、理事などの役職を歴任した。
1986年10月20日死去。開成学園の学園葬が行われた。

## 人物
- スポーツ万能で、剣道で三段の段位を持っていたほか、柔道、水泳、スキー、テニスなどでも鳴らした[11]。ヘルシンキオリンピックの頃に日本のスポーツ界では、「全スポーツ選手権をやれば上迫が優勝する」と言われていたという[11]。
- 決して自慢をしない人柄で、オリンピックでメダル2つを獲得したことも自分からは生徒には言わなかったという。上迫がオリンピックに出場した当時の生徒はともかく、後年の生徒は上迫の選手としての活躍を知らないほどであった[6]。

## 記念・顕彰
- 千葉県市川市国府台の市川市スポーツセンターには、ヘルシンキ五輪メダリストの上迫忠夫と石井庄八（レスリング）をモデルとした銅像（藤野天光作「感激」）がある[12]。上迫・石井および彫刻家の藤野はいずれも市川市在住であった。